# Asellia
Asellia (Азелія) — рід кажанів родини Гіпосідерових (Hipposideridae).

## Поширення
Рід широко розповсюджений у Північній Африці, через Аравійський півострів до Пакистану.

## Морфологія
Голова і тіло довжиною 46—62 мм, хвіст довжиною 16—29 мм, передпліччя довжиною 43—56 мм. Вага A. tridens 6—10 грамів. Забарвлення різне. Вуха великі й помітно оголені. Писок довгий і тонкий.

## Види
- Asellia arabica (Benda, Vallo & Reiter, 2011)
- Asellia patrizii (DeBeaux, 1931)
- Asellia tridens (É. Geoffroy, 1813)